# Женская сборная Норвегии по софтболу
Женская национальная сборная Норвегии по софтболу — представляет Норвегию на международных софтбольных соревнованиях. Управляющей организацией выступает Ассоциация софтбола и бейсбола Норвегии (норв. Norges Softball og Baseball Forbund).

## Результаты выступлений

### Чемпионаты Европы
| Год        | Победы         | Поражения      | Место          |
| ---------- | -------------- | -------------- | -------------- |
| 1979—1992  | не участвовали | не участвовали | не участвовали |
| 1995       |                |                | 13             |
| 1997       |                |                | 14             |
| 1999       |                |                | 16             |
| 2001—н. в. | не участвовали | не участвовали | не участвовали |